# Dymitrów Duży
Dymitrów Duży – wieś w Polsce położona w województwie podkarpackim, w powiecie tarnobrzeskim, w gminie Baranów Sandomierski.
| SIMC    | Nazwa   | Rodzaj    |
| ------- | ------- | --------- |
| 0787371 | Dąbrowa | część wsi |
| 0787388 | Morgi   | część wsi |

W latach 1975–1998 miejscowość administracyjnie należała do województwa tarnobrzeskiego.
Dymitrów Duży kończy się wśród sosnowych lasów, wąską droga dojeżdża się do trasy Tarnobrzeg – Mielec.
Miejscowa ludność wyznania katolickiego przynależy do Parafii Ścięcia św. Jana Chrzciciela w Baranowie Sandomierskim.
Miejscowość leży na prawym brzegu Wisły i w delcie rzeki Babulówki. Nazwa jej podobnie jak nazwa sąsiedniego Dymitrowa Małego wywodzi się z dawnej legendy, jakoby byli tu ostatni osadnicy zwani Dymitr Duży i Dymitr Mały.
W miejscowości znajduje się kopiec i plac Sumsum Corda, w pobliżu którego znajduje się użytek ekologiczny Wiślisko pod Kopcem.

## Zabytki
Na rozstajnych drogach wsi stoi stara drewniana kapliczka maryjna, wzniesiona przez Franciszka Durdę jeszcze przed „Wielką Wojną” – w roku 1906.
W miejscowości znajduje się kapliczka zwana Mszalną, drewniana, kryta blachą, zamknięta. Ma trzy boczne okna, wejście półkoliste, dach ozdobiony wieżyczką, w szczycie obraz Matki Boskiej Częstochowskiej. Wyświęcona została przez biskupa Leona Wałęgę. Wielokrotnie była odnawiana przez mieszkańców.
Idąc drogą dawnego szlaku drogowego na południe od Baranowa do Dymitrowa Dużego napotykamy na krzyż - figurkę wzniesioną w 1910 roku na parceli Wolaków z fundacji Jana i Katarzyny Wolaków. Jest to figurka na uskokowym postumencie w kolorze białym z metalowym wizerunkiem Chrystusa zwanym przez mieszkańców Krzyżem Białym. Nieopodal wzdłuż drogi stoi Krzyż Drewniany wzniesiony w 1964 roku w miejsce starego krzyża, stoi na parceli Smykli i Wolaków.

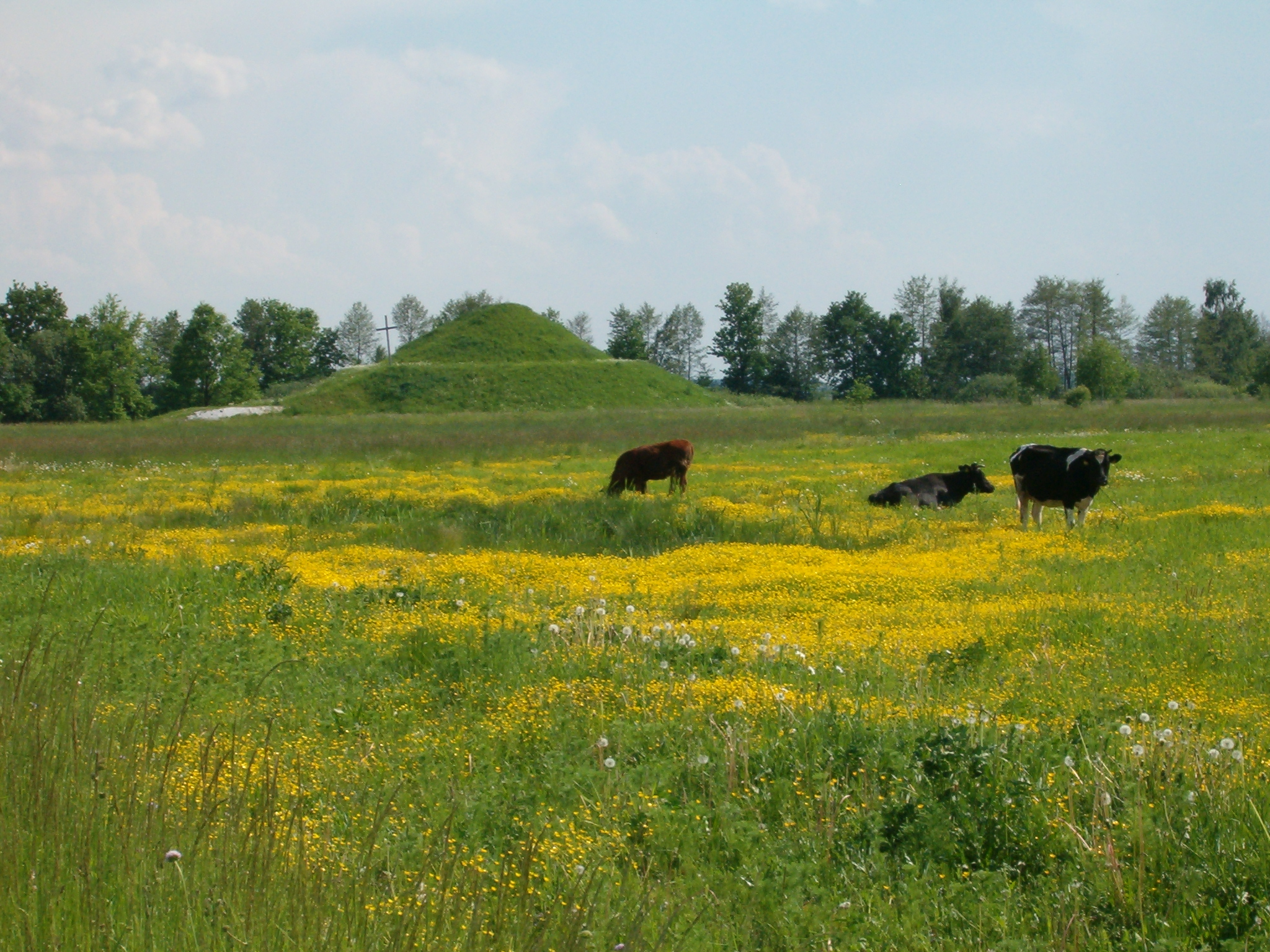
Kopiec usypany w miejscu upamiętniającym kościół św. Katarzyny

W oddaleniu od zwartej zabudowy Dymitrowa znajduje się miejscowość zwana Morgi, gdzie na parceli Bojdy stoi figurka Matki Boskiej, do której to mieszkańcy niewielkiej osady odprawiają nabożeństwa majowe.